# Quinto Bebio Macro
Quinto Bebio Macro (en latín Quintus Baebius Macer) fue un senador romano de la segunda mitad del siglo I y la primera mitad del siglo II. Fue cónsul sufecto para el nundinium de abril a junio de 103 como colega de Publio Metilio Nepote y Prefecto urbano de Roma. También fue mecenas del poeta Marcial y conocido de Plinio el Joven. Recibió una carta de Plinio donde se enumeran los escritos de Plinio el Viejo, aparentemente en respuesta a la pregunta de Macer.

## Carrera
La carrera de Bebio Macro no se conoce por completo. Ronald Syme sostiene que fue pretor entre los años 90 y 94. Gracias a la poesía de Marcial conocemos dos de los cargos que sí ocupó: fue curador de la Vía Appia alrededor del año 95, y gobernador de la Hispania Baetica, que Werner Eck data entre los años 100/101.
Después de regresar de la Bética, Macro estuvo activo en el Senado como orador. Plinio menciona dos ocasiones en las que participó en el proceso: durante la primera, que fue previa a su consulado, Macro propuso un castigo en el enjuiciamiento de Julio Baso por mala gestión de la provincia de Bitinia y Ponto. El segundo caso fue el dinero que Marco Egnacio Marcelino le debía a un escriba imperial al completar su servicio como cuestor en una provincia desconocida; como quiera que el escriba había muerto antes de que se pudiera pagar el dinero, Macro propuso que se pagara a los herederos del escriba, mientras que otro senador propuso que se pagara al tesoro imperial.
Macro accedió al cargo de praefectus urbi en un momento desconocido después de su consulado, pero definitivamente antes de la muerte del emperador Trajano. Poco después de que Adriano ascendiera al trono, según la Historia Augusta, su antiguo tutor Publio Acilio Atiano le escribió a Adriano recomendándole que debería matar a Macro porque este último, junto con otros dos senadores exiliados, se oponían a su gobierno. Sin embargo, Adriano no siguió este consejo. Su vida después de dejar el cargo de prefecto de la ciudad es desconocida.